# (20484) Janetsong
(20484) Janetsong (1999 NL41) – planetoida z pasa głównego asteroid okrążająca Słońce w ciągu 4,02 lat w średniej odległości 2,53 j.a. Odkryta 14 lipca 1999 roku.